# Lijst van rijksmonumenten in Heilig Landstichting
De plaats Heilig Landstichting in de gemeente Berg en Dal telt 31 inschrijvingen in het rijksmonumentenregister. Hieronder een overzicht.
| Object                                       | Oorspronkelijke functie?  | Bouwjaar  | Architect                   | Locatie                    | Coördinaten?                  | Nr.?   | Afbeelding                                 |
| -------------------------------------------- | ------------------------- | --------- | --------------------------- | -------------------------- | ----------------------------- | ------ | ------------------------------------------ |
| Dubbel landhuis                              | Woonhuis                  | 1934-1936 | C.M. van Moorsel Pzn        | Sophiaweg 119              | 51° 49' 19" NB, 5° 53' 9" OL  | 523608 | Dubbel landhuis                            |
| Dubbel landhuis                              | Woonhuis                  | 1934-1936 | C.M. van Moorsel Pzn        | Sophiaweg 123              | 51° 49' 19" NB, 5° 53' 8" OL  | 523609 | Dubbel landhuis                            |
| Nazareth                                     | Welzijn, kunst en cultuur | 1916-1918 |                             | Profetenlaan 2             | 51° 49' 4" NB, 5° 53' 38" OL  | 523611 | Meer afbeeldingen                          |
| Synagoge                                     | Welzijn, kunst en cultuur | 1935      |                             | Profetenlaan 2             | 51° 49' 4" NB, 5° 53' 38" OL  | 523612 | Meer afbeeldingen                          |
| Herdersveld                                  | Welzijn, kunst en cultuur | 1918      |                             | Profetenlaan 2             | 51° 49' 4" NB, 5° 53' 38" OL  | 523613 | Meer afbeeldingen                          |
| Tollenaarswoning                             | Welzijn, kunst en cultuur | 1924      |                             | Profetenlaan 2             | 51° 49' 4" NB, 5° 53' 38" OL  | 523614 | Meer afbeeldingen                          |
| Oosterse herberg                             | Welzijn, kunst en cultuur | 1923      |                             | Profetenlaan 2             | 51° 49' 4" NB, 5° 53' 38" OL  | 523615 | Meer afbeeldingen                          |
| Bergrede                                     | Welzijn, kunst en cultuur | 1950-1952 |                             | Monseigneur Suyslaan bij 4 | 51° 49' 4" NB, 5° 53' 38" OL  | 523616 | Meer afbeeldingen                          |
| Wijnpersen                                   | Welzijn, kunst en cultuur | 1920-1940 |                             | Profetenlaan 2             | 51° 49' 4" NB, 5° 53' 38" OL  | 523617 | Wijnpersen                                 |
| Hof van olijven                              | Welzijn, kunst en cultuur | 1915-1916 |                             | Profetenlaan 2             | 51° 49' 4" NB, 5° 53' 38" OL  | 523618 | Meer afbeeldingen                          |
| Sanhedrin                                    | Welzijn, kunst en cultuur | 1940      |                             | Profetenlaan 2             | 51° 49' 4" NB, 5° 53' 38" OL  | 523619 | Meer afbeeldingen                          |
| Paleis van Pilatus                           | Welzijn, kunst en cultuur | 1930-1940 |                             | Profetenlaan 2             | 51° 49' 4" NB, 5° 53' 38" OL  | 523620 | Meer afbeeldingen                          |
| Stadspoort                                   | Welzijn, kunst en cultuur | 1920      |                             | Monseigneur Suyslaan bij 4 | 51° 49' 4" NB, 5° 53' 38" OL  | 523621 | Stadspoort                                 |
| Kruisberg                                    | Kerk en kerkonderdeel     | 1915      |                             | Monseigneur Suyslaan bij 4 | 51° 49' 4" NB, 5° 53' 38" OL  | 523622 | Meer afbeeldingen                          |
| Heilig graf                                  | Kerk en kerkonderdeel     | 1916-1918 |                             | Monseigneur Suyslaan bij 4 | 51° 49' 4" NB, 5° 53' 38" OL  | 523623 | Heilig graf                                |
| Hemelvaartskoepel                            | Welzijn, kunst en cultuur | 1916      |                             | Profetenlaan 2             | 51° 49' 4" NB, 5° 53' 38" OL  | 523624 | Meer afbeeldingen                          |
| Vierde statie                                | Welzijn, kunst en cultuur | 1916      |                             | Profetenlaan 2             | 51° 49' 4" NB, 5° 53' 38" OL  | 523625 | Upload foto                                |
| Negende statie                               | Welzijn, kunst en cultuur | 1916-1931 |                             | Monseigneur Suyslaan bij 4 | 51° 49' 4" NB, 5° 53' 38" OL  | 523626 | Negende statie                             |
| Cenakelkerk                                  | Kerk en kerkonderdeel     | 1913-1915 | Jan Stuyt i.s.m. Jos Margry | Monseigneur Suysplein 3    | 51° 49' 4" NB, 5° 53' 25" OL  | 523627 | Meer afbeeldingen                          |
| Woning met poort                             | Woonhuis                  | 1923      |                             | Profetenlaan 15            | 51° 48' 59" NB, 5° 53' 8" OL  | 523628 | Woning met poort                           |
| Transformatorhuisje                          | Nutsbedrijf               | 1916      | Jan Stuyt                   | Profetenlaan bij 1a        | 51° 48' 55" NB, 5° 53' 15" OL | 523629 | Transformatorhuisje                        |
| Stella Matutina                              | Klooster, kloosteronderdl | 1922-1923 |                             | Monseigneur Suyslaan 4     | 51° 48' 60" NB, 5° 53' 27" OL | 523630 | Stella Matutina                            |
| Pastorie                                     | Kerkelijke dienstwoning   | 1913-1915 |                             | Monseigneur Suysplein 1    | 51° 49' 4" NB, 5° 53' 25" OL  | 523631 | Meer afbeeldingen                          |
| Casa Nova                                    | Klooster, kloosteronderdl | 1913-1915 |                             | Monseigneur Suysplein 5    | 51° 49' 6" NB, 5° 53' 24" OL  | 523632 | Meer afbeeldingen                          |
| Begraaf- en Gedenkpark Heilig Land Stichting | Begraafplaats en -onderdl | 1913-1915 | Piet Gerrits                | Monseigneur Suyslaan bij 4 | 51° 49' 4" NB, 5° 53' 38" OL  | 523633 | Meer afbeeldingen                          |
| H. Hartbasiliek                              | Welzijn, kunst en cultuur | 1932-1936 |                             | Profetenlaan 2             | 51° 49' 4" NB, 5° 53' 38" OL  | 523634 | Meer afbeeldingen                          |
| Grot van Bethlehem                           | Kerk en kerkonderdeel     |           |                             | Profetenlaan 2             | 51° 48' 56" NB, 5° 53' 47" OL | 527965 | Meer afbeeldingen                          |
| Graf van Piet Gerrits                        | Kerk en kerkonderdeel     | 1957      |                             | Monseigneur Suyslaan bij 4 | 51° 49' 8" NB, 5° 53' 36" OL  | 527966 | Graf van Piet Gerrits                      |
| Voormalige Adm.woning/Winkelhuis Jerusalem   | Kerk en kerkonderdeel     |           |                             | Monseigneur Suyslaan 2     | 51° 49' 1" NB, 5° 53' 26" OL  | 527967 | Voormalige Adm.woning/Winkelhuis Jerusalem |
| Bedoeïnentent                                | Kerk en kerkonderdeel     |           |                             | Profetenlaan 2             | 51° 49' 3" NB, 5° 53' 38" OL  | 527968 | Meer afbeeldingen                          |
| Lanenstelsel van het park                    | Kerk en kerkonderdeel     |           |                             | Profetenlaan 2             | 51° 49' 3" NB, 5° 53' 34" OL  | 527969 | Meer afbeeldingen                          |